# Madhares
Madhares is het derde strijkkwartet van Thomas Larcher. Larcher nummerde zijn strijkkwartetten niet, maar gaf ze losstaande titels mee. Zijn eerste strijkkwartet kreeg de titel Cold Farmer (1990), zijn tweede Ixxu (1998). Madhares ontstond terwijl Larcher allerlei muziek schreef voor ensembles met grote samenstelling.
Het strijkkwartet is opgebouwd uit de verwijding tussen en samenkomst van de diverse stemmen in het kwartet. Soms spelen ze haast unisono om vervolgens uit elkaar te drijven en wordt ieder muziekinstrument voorzien van een eigen identiteit. De titel verwijst naar de Madares, Lefka Ori, de witte bergen nabij Anapolis, alwaar het werk is geschreven. De muziek klintk dan weer uitermate rustig en mysterieus om vervolgens over te gaan in nervositeit. De klank is afwisselend ijl en vol (Sleepless 2).
De delen luiden als volgt:
1. Madhares
2. Honey from Anapolis
3. Sleepless 1
4. Sleepless 2 – Madhares
5. A song from ?

Het Artemis Quartet speelde de eerste uitvoering van dit werk op 29 januari 2008 tijdens de Salzburg Mozartweek.

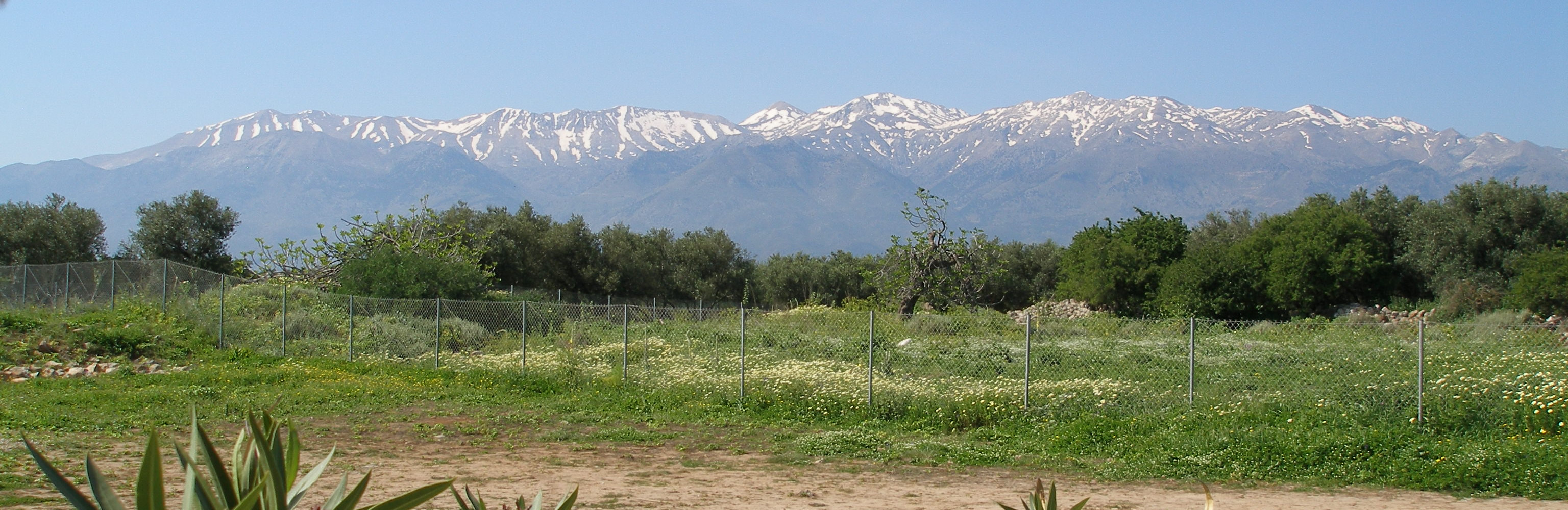
Madares

## Discografie
- Uitgave ECM Records: Quatuor Diotima (Naaman Sluchin, Yun Peng Zhao (viool), Frank Chevalier (altviool) en Pierre Morlet (cello))